# Djoser in calcare (JE 49158)
La statua di Djoser in calcare (JE 49158) è un'antica statua egizia raffigurante l'importante faraone Djoser (ca. 2680 - 2660), della III dinastia. Fu rinvenuta nel complesso funerario di Djoser a Saqqara, nel 1924/1925, e si trova al Museo egizio del Cairo, con la sigla d'inventario JE 49158.
L'importanza della statua, al di là dell'elevata qualità artistica, risiede nell'essere, probabilmente, la più antica a grandezza naturale di un faraone mai realizzata, e anche la prima del genere in un contesto funerario.

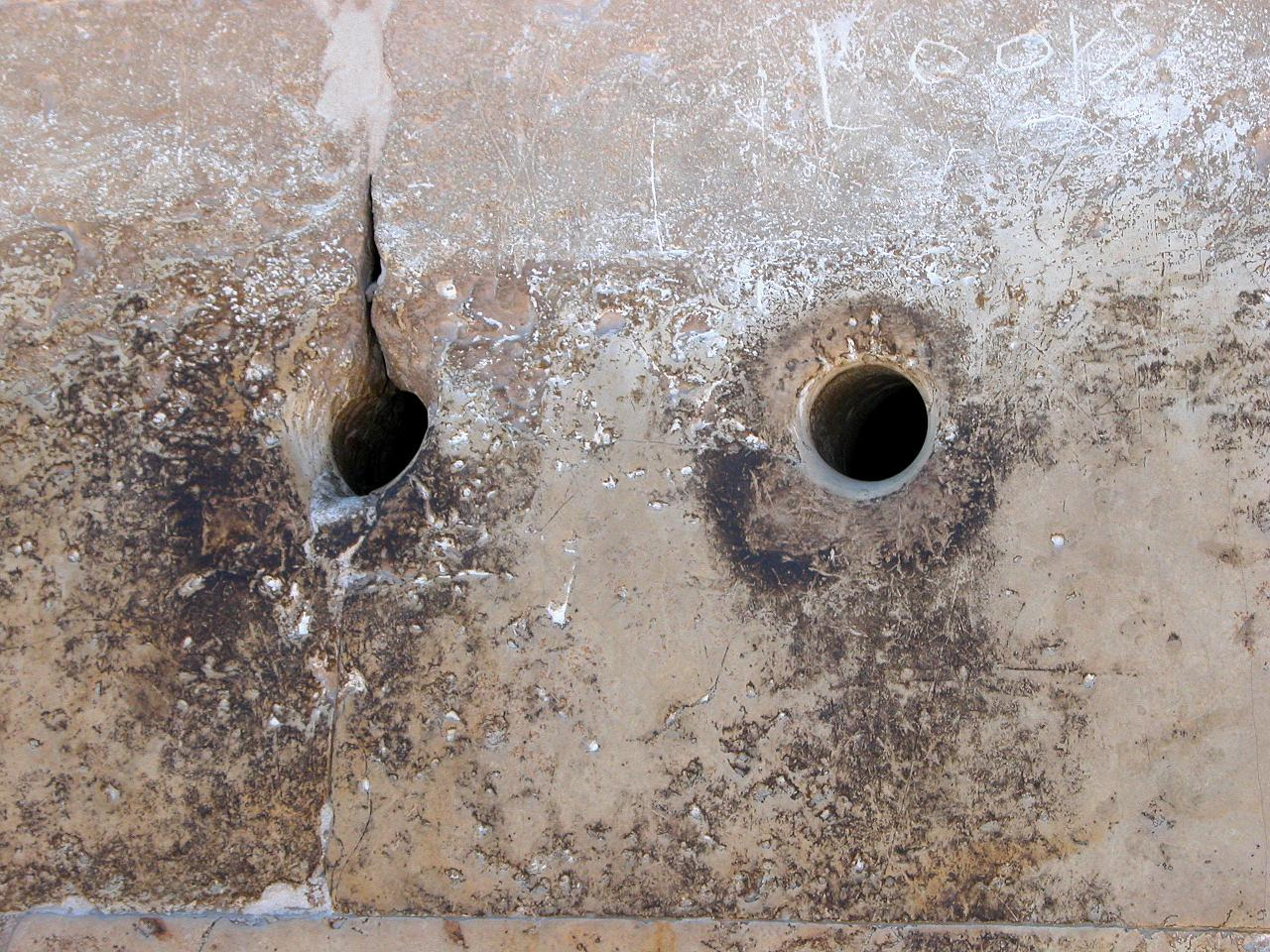
I due fori sulla facciata della "serdab" ove fu rinvenuta la statua: avrebbero consentito all'effigie del re di "vedere" l'esterno.

Scolpita nella pietra calcarea, fu coperta di gesso bianco e dipinta. Il faraone compare assiso su di un alto trono, in una posa tipica del periodo arcaico dell'Egitto; è avvolto nel mantello bianco della festa giubilare sed (con la quale il Paese celebrava un magico ringiovanimento del sovrano a partire dal suo 30º anno di regno) e reca un'imponente parrucca nera e striata sormontata dal copricapo reale nemes; una barba cerimoniale posticcia, danneggiata, aderisce al suo mento; il viso è rasato a eccezione di un paio di sottilissimi baffi. Gli occhi infossati erano originariamente di materiale vetroso incastonato, in seguito scomparso lasciando le orbite vuote: ciononostante, Djoser conserva uno sguardo ieratico e distante. Il volto è animato dalla piega leggermente sdegnosa della bocca, che enfatizza la distanza ideologica fra il sovrano e il popolo. Sul piedistallo è inscritto il nome d'Horo del faraone, "Netyerikhet".

La statua fu rinvenuta nel 1924/1925 in una cappella inaccessibile presso il lato settentrionale della Piramide di Djoser, a sua volta nel più grande complesso funerario del faraone (la più antica costruzione a carattere monumentale della storia a venire realizzata tramite conci). La cappella, denominata "serdab" (in arabo "cantina"), aveva due "finestre" (in realtà due piccoli fori) sulla facciata per consentire allo spirito di Djoser di "guardare" al di fuori della piramide e venire a conoscenza delle offerte recategli di volta in volta.

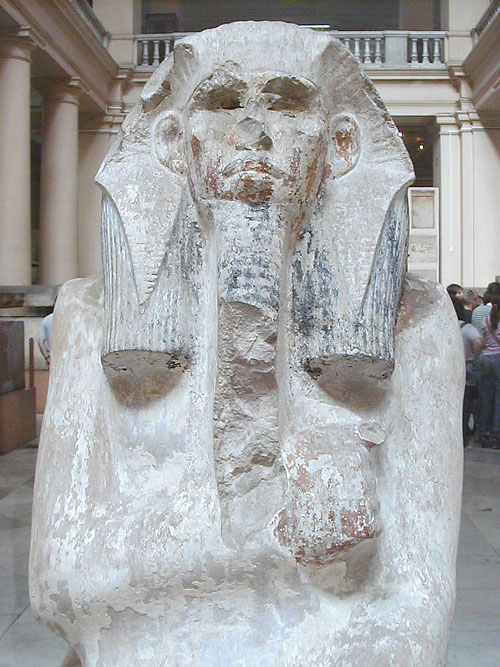
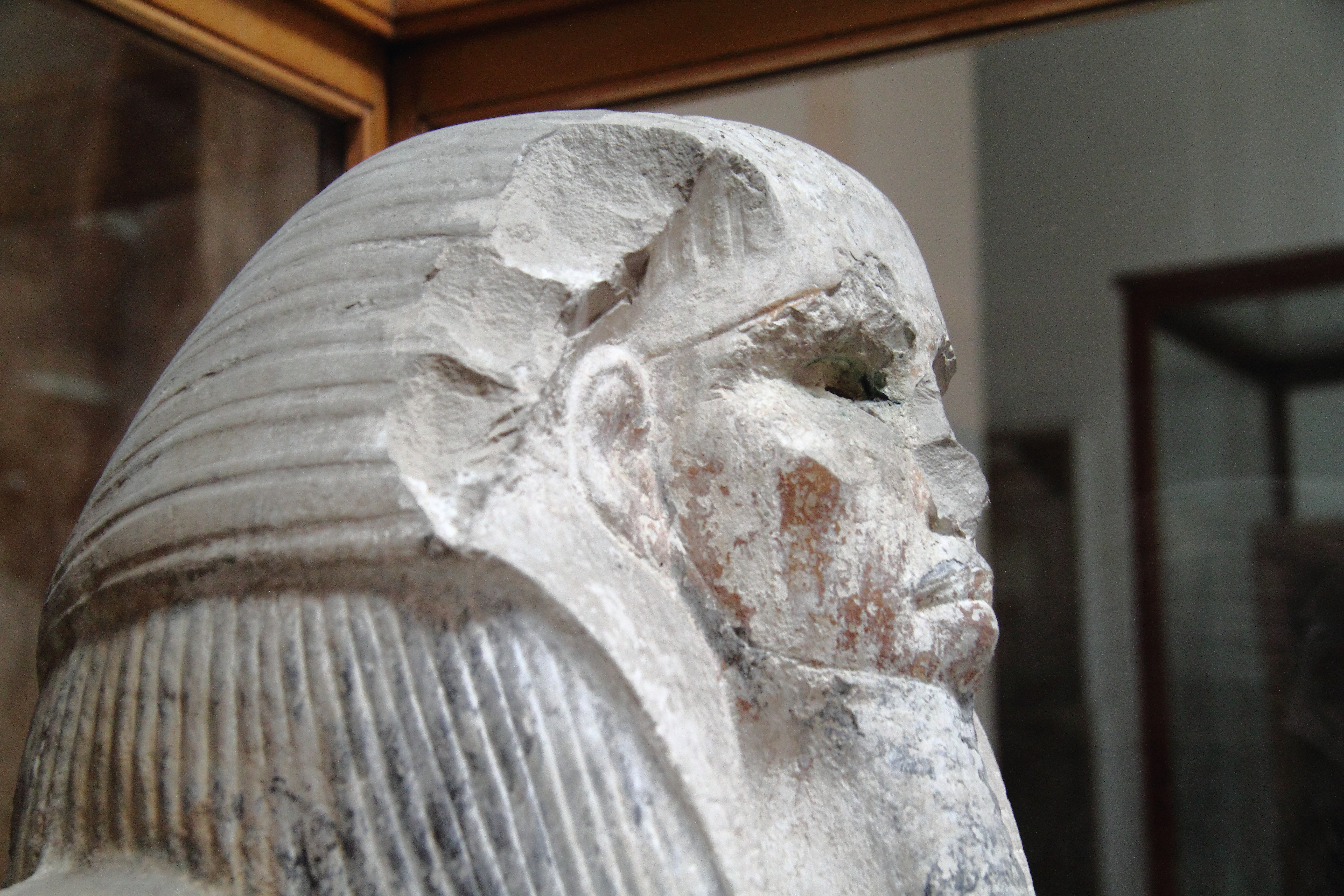
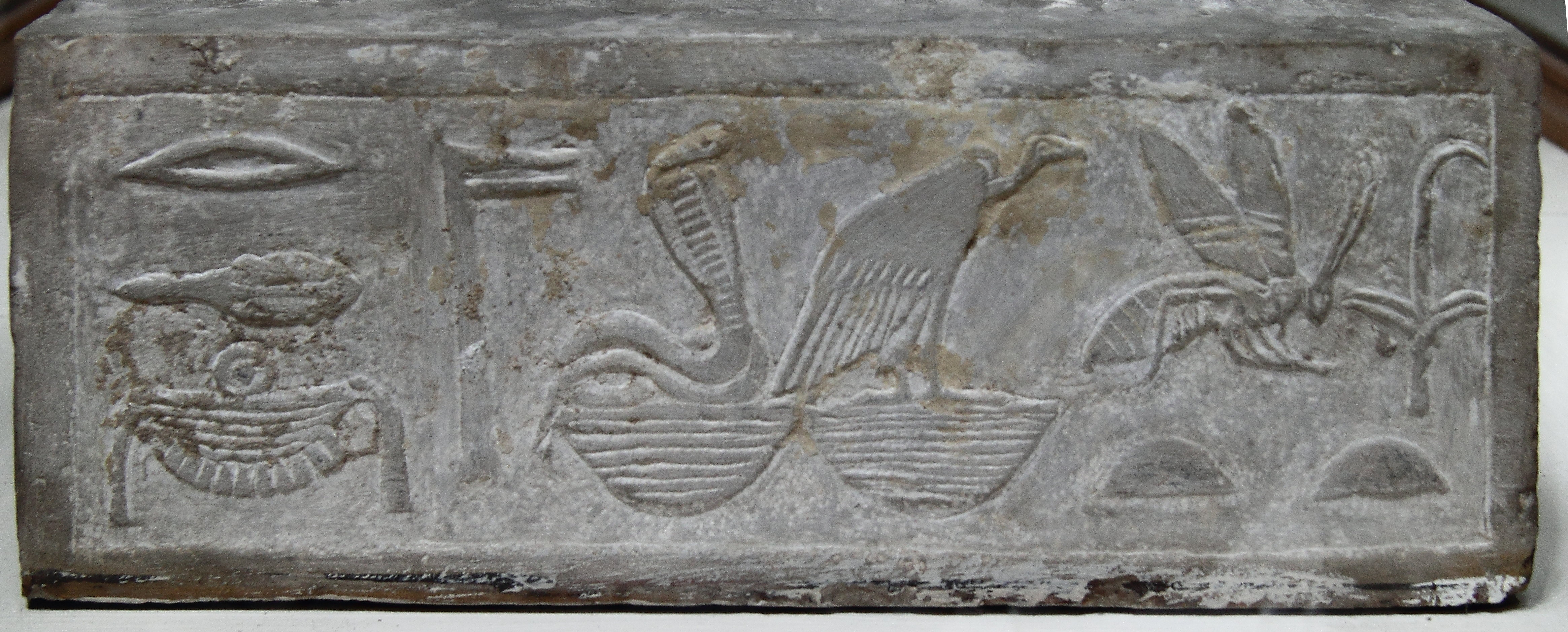
L'iscrizione del piedistallo.